# Metaplatybunus
Genre
Metaplatybunus est un genre d'opilions eupnois de la famille des Phalangiidae.

## Distribution
Les espèces de ce genre se rencontrent en Europe et en Turquie.

## Liste des espèces
Selon World Catalogue of Opiliones (04/05/2021) :
- Metaplatybunus carneluttii Hadži, 1973
- Metaplatybunus corcyraeus Roewer, 1956
- Metaplatybunus denticulatus Marcellino, 1972
- Metaplatybunus filipes Roewer, 1956
- Metaplatybunus grandissimus (Koch, 1839)
- Metaplatybunus hypanicus Šilhavý, 1966
- Metaplatybunus obliquus (Koch, 1839)
- Metaplatybunus salfi Lerma, 1952

## Publication originale
- Roewer, 1911 : « Übersicht der Genera der Subfamilie der Phalangiini der Opiliones Palpatores nebst Beschreibung einiger neuer Gattungen und Arten. » Archiv für Naturgeschichte, vol. 77, p. 1–106 (texte intégral).